# Platymiscium parviflorum
Platymiscium parviflorum är en ärtväxtart som beskrevs av George Bentham. Platymiscium parviflorum ingår i släktet Platymiscium och familjen ärtväxter. Inga underarter finns listade i Catalogue of Life.

## Bildgalleri